# Miyién
Miyién (en árabe: ميجين‎, en francés: Mijiyène) es una localidad marroquí perteneciente al municipio de Budinar, en la región Oriental. Desde 1912 hasta 1956 perteneció a la zona norte del Protectorado español de Marruecos.